# Formación Gogo

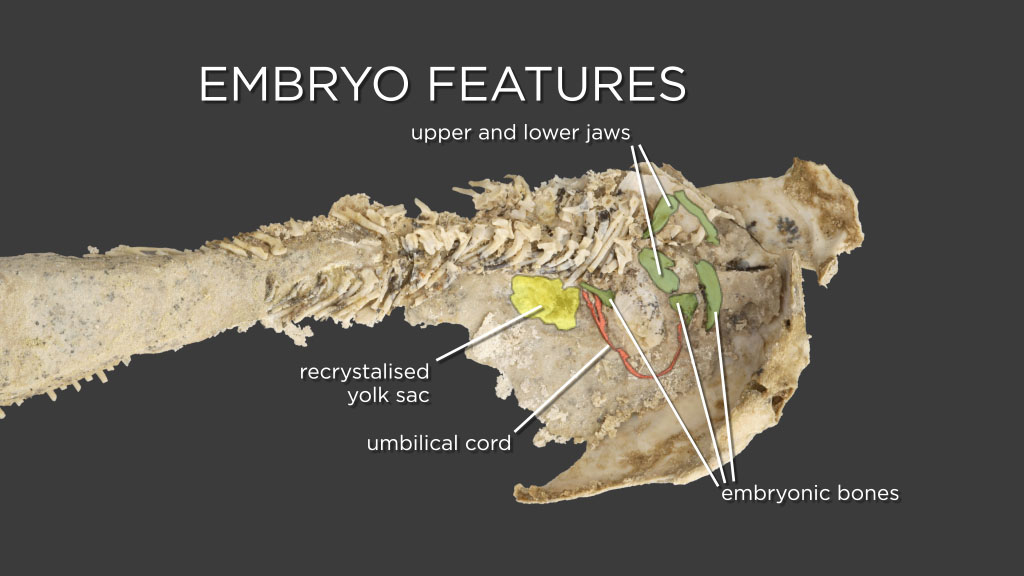
Fósil de Materpiscis attenboroughi con un embrión dentro, hallado en la formación Gogo.

La formación Gogo es una formación geológica situada en el oeste de Australia, donde se conservan restos fósiles de fauna asociada a arrecifes del Devónico superior (Frasniense). Posee un espesor máximo de 430 metros, y está formada por lutitas de color gris claro, limolitas con lentejones de caliza, y capas con concreciones de calizas. Aparecen fósiles de euriptéridos, radiolarios, placodermos, actinopterigios, etc.